# Charles Valois
Pour les articles homonymes, voir Valois.
Charles Valois, né Marie Antoine Valois à Paris en 1820 et mort à Paris 9e le 17 avril 1899, est un homme de lettres, poète et romancier français qui a été tour à tour président et trésorier de la Société des gens de lettres.

## Romans
- Le Docteur André a été publié en épisodes dans La Petite Presse du 21 octobre 1879 au 27 janvier 1880.
- Les Bourbiers de Paris, 2 vol.(1er épisode dans le Rappel du 5 décembre 1895) et Le Nègre des marais maudits, chez Ollendorff édit.
- Le Baiser fatal, Pour l'honneur, La Roche qui pleure (1er épisode dans Le Bien public du 13 décembre 1872), La Croix du Lude, Mes noces d'or, Maurice Duhamel édités par Dentu.

Il fut coauteur, avec Albert Du Casse, de romans publiés sous le nom de plume collectif de Valois de Forville comme Le Conscrit de l'an VIII.